# São João do Arraial
São João do Arraial este un oraș în Piauí (PI), Brazilia.